# 가수원중학교
가수원중학교(佳水院中學校)는 대한민국 대전광역시 서구 가수원동에 있는 공립 중학교이다.

## 학교 연혁
- 1987년 8월 25일 : 가수원중학교 설립 (12학급)
- 1988년 3월 1일 : 초대 김복규 교장 취임
- 1988년 3월 5일 : 가수원중학교 개교
- 2022년 3월 1일 : 제20대 이경자 교장 취임
- 2023년 1월 9일 : 제33회 졸업식(59명) [총 7,601명]

## 참고 자료
- 가수원중학교 - 한국교육학술정보원 학교알리미